# Outer
Outer is een dorp in de Belgische provincie Oost-Vlaanderen en een deelgemeente van de stad Ninove. De dorpskern ligt net ten westen van het stadscentrum van Ninove, dat zich tegenwoordig door lintbebouwing echter ook uitstrekt over het grondgebied van Outer.
In het oosten van de deelgemeente ligt op de grens met Ninove-centrum het gehucht Herlinckhove, dat tegenwoordig met de stadskern van Ninove is vergroeid. In het noorden ligt uitgestrekt over het grondgebied van Outer, Nederhasselt en Denderhoutem (gemeente Haaltert) het gehucht Lebeke. In het zuiden strekt het dorpscentrum van Eichem zich deels uit over het grondgebied van Outer. Het dorp ligt in de Denderstreek.

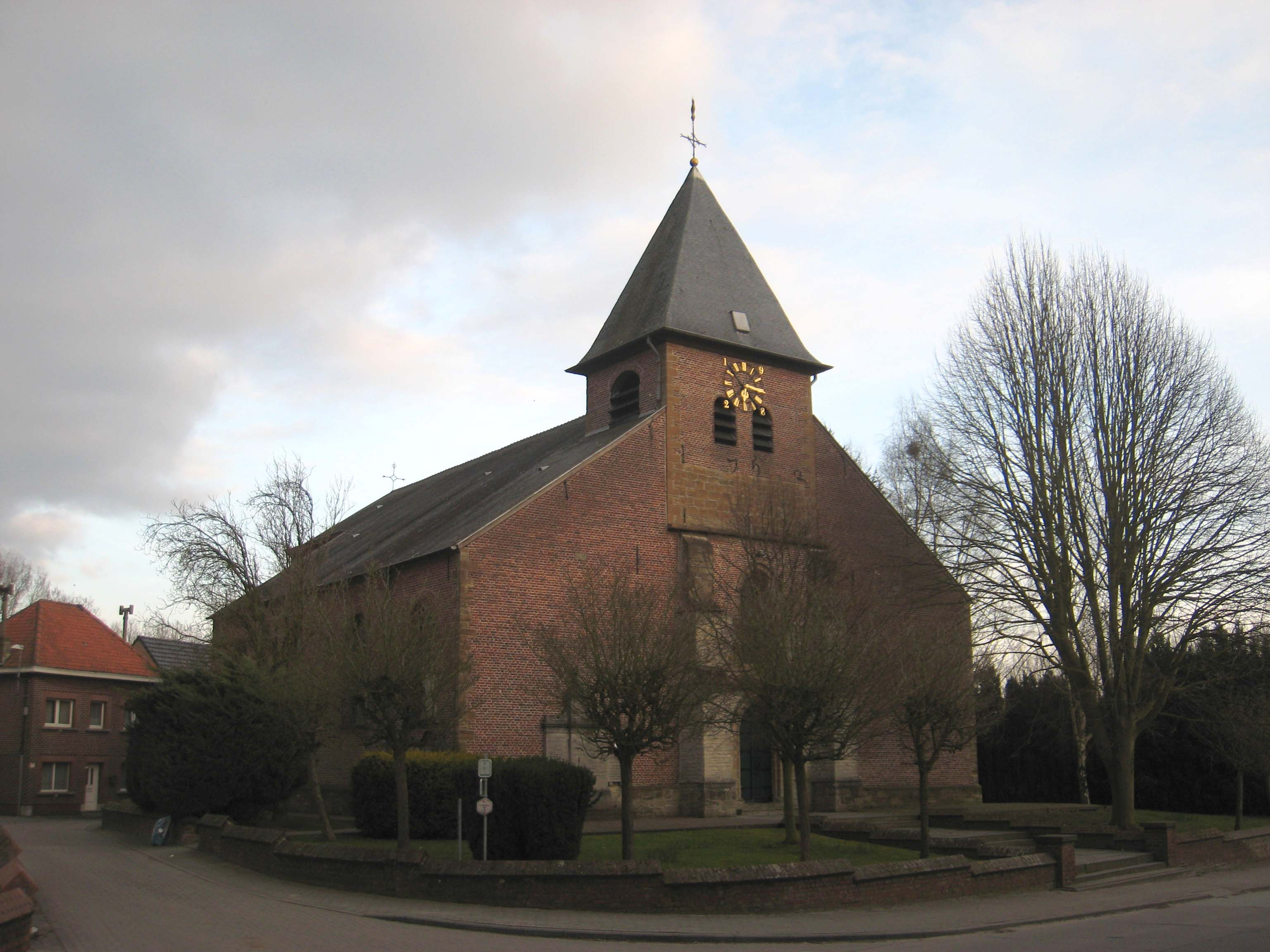
Sint-Amanduskerk

## Geschiedenis
Een oude vermelding dateert uit 1184 als het Latijnse Oltra. In de 13de eeuw komen de vormen Outhre en Outre voor.
De Villaretkaart uit het midden van de 18de eeuw en de Ferrariskaart uit de jaren 1770 tonen het dorp Oultre.
Op het eind van het ancien régime, toen tijdens de Franse bezetting op het eind van de 18de eeuw de gemeenten werden gecreëerd, werd Outer een gemeente.
Op de Atlas der Buurtwegen uit 1841 en de Vandermaelenkaart uit het midden van de 19de eeuw is het dorp nog aangeduid als Oultre.
Outer bleef een zelfstandige gemeente tot de gemeentelijke herindeling van 1977, toen het een deelgemeente werd van Ninove.

## Bezienswaardigheden
- De Sint-Amanduskerk gaat terug tot een gotische kerk uit de 15de eeuw, waarvan alleen de onderbouw van de westertoren is bewaard. De bovenbouw dateert uit 1752, en werd in de volgende eeuwen nog sterk aangepast. De kerk is beschermd als monument.
- De kern van Outer en het nabijgelegen populierenbos over de beek zijn beschermd als dorpsgezicht.
- De Onze-Lieve-Vrouwekapel van 1749.
- De Watermolen Van Oudenhove

## Natuur en landschap
Outer heeft een zandlemige bodem. De kerk ligt op 22 meter hoogte en het laagste punt, in de vallei van de Dender, bedraagt 13 meter. Natuurgebieden zijn: Beverbeekvallei in het noordwesten en Dendervallei Ninove in het zuidoosten.

## Demografische ontwikkeling
- Bronnen:NIS, Opm:1831 tot en met 1970=volkstellingen; 1976 = inwoneraantal op 31 december

## Politiek
Outer had een eigen gemeentebestuur en burgemeester tot de fusie van 1977. Burgemeesterswaren:
- 1801-1808 : N. de Decker
- 1808-1812 : Eug.-Jozef Evrard
- 1812-1816 : J.-B.-F. de Coninck
- 1816-1841 : Th. Temmerman
- 1841-1843 : F. de Sadeleer
- 1843-1848 : J.-B. van Sinay
- 1848-1857 : Felix Menschaert
- 1857-1860 : J.-B. Haelterman
- 1860-1868 : J.-B. van Sinay
- 1868-1889 : J.-F. Ceuterick
- 1889-???? : E. van Sinay

## Toerisme
Door dit dorp loopt onder meer de Denderroute zuid en Denderende steden.

## Sport
In Outer (Lebeke) speelde de voetbalclub SK Lebeke-Aalst.

## Nabijgelegen kernen
Ninove, Lebeke, Nederhasselt, Eichem
Deelgemeenten: Appelterre-Eichem · Aspelare · Denderwindeke · Lieferinge · Meerbeke · Nederhasselt · Neigem · Ninove · Okegem · Outer · Pollare · Voorde

Overige dorpen, gehuchten en wijken: Appelterre · Bevingen · Boterdaal · Dasselt · Eichem · Herlinckhove · Lebeke · Linkebeek · Muylem · Nederwijk · Nijken · Prindaal · Renderstede · Roesbeke · Roost · Slettem · Steenhout · Terbert · Varenberg · Vogelenzang · Waalhove · Zevenkoten

Belgische gemeenten · Arrondissement Aalst · Oost-Vlaanderen · Vlaanderen